# ريتشارد ديكسون كوداهي
ريتشارد ديكسون كوداهي (بالإنجليزية: Richard Dickson Cudahy)‏ (و. 1926 – 2015 م) هو قاضي، وسياسي من الولايات المتحدة الأمريكية .

## التعليم
تعلم في الأكاديمية العسكرية الأمريكية، وكلية ييل للحقوق.